# Kolegium Nauk Przyrodniczych Uniwersytetu Rzeszowskiego
Kolegium Nauk Przyrodniczych Uniwersytetu Rzeszowskiego – jedna z czterech historycznych jednostek dziedzinowych Uniwersytetu Rzeszowskiego. Kolegium Nauk Przyrodniczych zostało powołane 1 października 2019 roku uchwałą Senatu Uniwersytetu Rzeszowskiego z dnia 4 kwietnia 2019 roku. Kolegium powstało z połączenia Wydziału Biologiczno-Rolniczego, Wydziału Biotechnologii, Wydziału Matematyczno-Przyrodniczego. Kolegium zostało zlikwidowane 31 grudnia 2024 roku, wskutek zmian organizacyjnych uczelni.

## Kierunki kształcenia
Dostępne kierunki:
- agroleśnictwo
- architektura krajobrazu
- biologia
- biotechnologia
- fizyka
- informatyka
- informatyka i ekonometria
- inżynieria bezpieczeństwa
- inżynieria materiałowa
- logistyka w sektorze rolno-spożywczym
- matematyka
- mechatronika
- menedżer rozwoju produktu
- ochrona Środowiska
- odnawialne źródła energii i gospodarka odpadami
- rolnictwo
- systemy diagnostyczne w medycynie
- technologia żywności i żywienia człowieka

## Struktura organizacyjna

### Instytut Biologii
Dyrektor: dr hab. Konrad Leniowski

### Instytut Biotechnologii
Dyrektor: p.o. dr hab. Robert Pązik

### Instytut Informatyki
Dyrektor: dr hab. Jan G. Bazan
- Zakład Metod Przybliżonych
- Interdyscyplinarne Centrum Modelowania Komputerowego

### Instytut Inżynierii Materiałowej
Dyrektor: dr hab. Ireneusz Stefaniuk
- Katedra Materiałów Funkcjonalnych zobacz więcej
- Zakład Mechatroniki i Automatyki
- Centrum Dydaktyczno-Naukowe Mikroelektroniki i Nanotechnologii
- Centrum Innowacyjnych Technologii zobacz więcej

### Instytut Matematyki
Dyrektor: dr hab. Jacek Chudziak
- Zakład Analizy Funkcjonalnej
- Zakład Analizy Zespolonej
- Zakład Matematyki Stosowanej
- Zakład Równań Funkcyjnych

### Instytut Nauk Fizycznych
Dyrektor: dr hab. Małgorzata Sznajder
- Katedra Badań Biofizycznych i Strukturalnych
- Zakład Badań Materiałowych i Spektroskopowych
- Zakład Optometrii i Spektroskopii

### Instytut Nauk Rolniczych, Ochrony i Kształtowania Środowiska
Dyrektor: prof. dr hab. Jadwiga Stanek-Tarkowska
- Zakład Agroekologii
- Zakład Ekologii i Ochrony Środowiska
- Zakład Fizjologii i Biotechnologii Roślin
- Zakład Gleboznawstwa, Chemii Środowiska i Hydrologii
- Zakład Inżynierii Produkcji Rolno-Spożywczej
- Zakład Ochrony Przyrody i Ekologii Krajobrazu
- Zakład Podstaw Rolnictwa i Gospodarki Odpadami
- Zakład Polityki Regionalnej i Gospodarki Żywnościowej
- Zakład Produkcji Roślinnej
- Pracownia Architektury Krajobrazu
- Pracownia Bioróżnorodności
- Stacja Doświadczalna

### Instytut Technologii Żywności i Żywienia
Dyrektor: dr hab. Ireneusz Kapusta
- Katedra Bioenergetyki, Analizy Żywności i Mikrobiologii
- Zakład Chemii i Toksykologii Żywności
- Zakład Ogólnej Technologii Żywności i Żywienia Człowieka
- Zakład Produkcji Zwierzęcej i Oceny Produktów Drobiarskich
- Zakład Przetwórstwa i Towaroznawstwa Rolniczego
- Zakład Technologii Mleczarstwa
- Pracownia Biochemii Analitycznej

### Pozostałe jednostki
- Centrum Innowacyjnych Technologii
- Centrum Dydaktyczno-Naukowe Mikroelektroniki i Nanotechnologii
- Centrum Innowacji i Transferu Wiedzy Techniczno-Przyrodniczej
- Interdyscyplinarne Centrum Modelowania Komputerowego
- Interdyscyplinarne Centrum Badań Przedklinicznych i Klinicznych Uniwersytetu Rzeszowskiego
- Laboratorium Biotechnologii Roślin - Aeropolis

## Poczet prorektorów
1. dr hab. Józef Cebulski (2019–2020)
2. prof. dr hab. Idalia Kasprzyk (2020–2024)
3. dr hab. Józef Cebulski (2024)

## Władze Kolegium
Od 1 września do 31 grudnia 2024:
| Stanowisko                                 | Imię i nazwisko        |
| ------------------------------------------ | ---------------------- |
| Prorektor ds. Kolegium Nauk Przyrodniczych | dr hab. Józef Cebulski |

### Władze dziekańskie
Od 1 września do 31 grudnia 2024:
| Stanowisko | Imię i nazwisko                 |
| ---------- | ------------------------------- |
| Dziekan    | dr hab. inż. Jadwiga Topczewska |
| Prodziekan | dr Anna Szpila                  |
| Prodziekan | dr hab. Teresa Noga             |